# Canadian Open 1977
Canadian Open 1977 – profesjonalny turniej nie-rankingowy snookera rozgrywany w dniach 17 sierpnia – 5 września 1979 w Toronto. Był to turniej zaproszeniowy dla 16 zawodników, z czego 9 było zawodowcami, a 7 miało status amatora. Turniej odbywał się w Canadian National Exhibition, podobnie, jak poprzednie i następne turnieje tej serii. Pula nagród wynosiła 7,154 funtów. Były to czwarte zawody rozgrywany pod tą nazwą. Zwycięzcą został Alex Higgins, który pokonał w finale Johna Spencera 17 do 14. 
Mecze były rozgrywane w formacie lepszy z 17 frame'ów, z wyjątkiem finału, który był rozgrywany w trzech sesjach, w formacie lepszy z 33 frame'ów..

## Drabinka turniejowa[2]
|  | Last 16 Lepszy z 17 frame'ów | Last 16 Lepszy z 17 frame'ów | Last 16 Lepszy z 17 frame'ów |  |  | Ćwierćfinały Lepszy z 17 frame'ów | Ćwierćfinały Lepszy z 17 frame'ów | Ćwierćfinały Lepszy z 17 frame'ów |    |              | Półfinały Lepszy z 17 frame'ów | Półfinały Lepszy z 17 frame'ów | Półfinały Lepszy z 17 frame'ów |  |  | Finał Lepszy z 33 frame'ów | Finał Lepszy z 33 frame'ów | Finał Lepszy z 33 frame'ów |
|  |                              |                              |                              |  |  |                                   |                                   |                                   |    |              |                                |                                |                                |  |  |                            |                            |                            |
|  | Alex Higgins                 | Alex Higgins                 | 9                            |  |  |                                   |                                   |                                   |    |              |                                |                                |                                |  |  |                            |                            |                            |
|  | John Dillon                  | John Dillon                  | 1                            |  |  | Alex Higgins                      | Alex Higgins                      | 9                                 |    |              |                                |                                |                                |  |  |                            |                            |                            |
|  | Cliff Thorburn               | Cliff Thorburn               | 9                            |  |  | Cliff Thorburn                    | Cliff Thorburn                    | 6                                 |    |              |                                |                                |                                |  |  |                            |                            |                            |
|  | Eddy Agha                    | Eddy Agha                    | 1                            |  |  |                                   |                                   |                                   |    | Alex Higgins | Alex Higgins                   | 9                              |                                |  |  |                            |                            |                            |
|  | Ray Reardon                  | Ray Reardon                  | 9                            |  |  |                                   | Ray Reardon                       | Ray Reardon                       | 7  |              |                                |                                |                                |  |  |                            |                            |                            |
|  | Kirk Stevens                 | Kirk Stevens                 | 6                            |  |  | Ray Reardon                       | Ray Reardon                       | 9                                 |    |              |                                |                                |                                |  |  |                            |                            |                            |
|  | Stan Holden                  | Stan Holden                  | 9                            |  |  | Stan Holden                       | Stan Holden                       | 2                                 |    |              |                                |                                |                                |  |  |                            |                            |                            |
|  | John Pulman                  | John Pulman                  | 6                            |  |  |                                   |                                   |                                   |    |              | Alex Higgins                   | Alex Higgins                   | 17                             |  |  |                            |                            |                            |
|  | John Spencer                 | John Spencer                 | 9                            |  |  |                                   | John Spencer                      | John Spencer                      | 14 |              |                                |                                |                                |  |  |                            |                            |                            |
|  | Mario Morra                  | Mario Morra                  | 3                            |  |  | John Spencer                      | John Spencer                      | 9                                 |    |              |                                |                                |                                |  |  |                            |                            |                            |
|  | Kevin Robitaille             | Kevin Robitaille             | 9                            |  |  | Kevin Robitaille                  | Kevin Robitaille                  | 3                                 |    |              |                                |                                |                                |  |  |                            |                            |                            |
|  | Doug Mountjoy                | Doug Mountjoy                | 8                            |  |  |                                   |                                   |                                   |    | John Spencer | John Spencer                   | 9                              |                                |  |  |                            |                            |                            |
|  | Dennis Taylor                | Dennis Taylor                | 9                            |  |  |                                   | Dennis Taylor                     | Dennis Taylor                     | 6  |              |                                |                                |                                |  |  |                            |                            |                            |
|  | Jim Wych                     | Jim Wych                     | 8                            |  |  | Dennis Taylor                     | Dennis Taylor                     | 9                                 |    |              |                                |                                |                                |  |  |                            |                            |                            |
|  | Bill Werbeniuk               | Bill Werbeniuk               | 9                            |  |  | Bill Werbeniuk                    | Bill Werbeniuk                    | 7                                 |    |              |                                |                                |                                |  |  |                            |                            |                            |
|  | Willie Thorne                | Willie Thorne                | 7                            |  |  |                                   |                                   |                                   |    |              |                                |                                |                                |  |  |                            |                            |                            |

## Statystyki turnieju[1]

### Statystyki ćwierćfinałów
|                   | Państwo           | Il. zawodników | % zawodników |
| ----------------- | ----------------- | -------------- | ------------ |
| Kanada            | Kanada            | 4              | 50,00%       |
| Irlandia Północna | Irlandia Północna | 2              | 25,00%       |
| Anglia            | Anglia            | 1              | 12,50%       |
| Walia             | Walia             | 1              | 12,50%       |

- Liczba uczestników rundy: 8 zawodników
- Liczba rozegranych partii (maksymalnie możliwa): 54 (68)
- Średnia liczba partii w meczu: 13,5
- Najwyższe zwycięstwo: 9-2
- Liczba meczów rozstrzygniętych w ostatniej partii: 0

### Statystyki półfinałów
|                   | Państwo           | Il. zawodników | % zawodników |
| ----------------- | ----------------- | -------------- | ------------ |
| Irlandia Północna | Irlandia Północna | 2              | 50,00%       |
| Walia             | Walia             | 1              | 25,00%       |
| Anglia            | Anglia            | 1              | 25,00%       |

- Liczba uczestników rundy: 4 zawodników
- Liczba rozegranych partii (maksymalnie możliwa): 31 (34)
- Średnia liczba partii w meczu: 15,5
- Najwyższe zwycięstwo: 9-6
- Liczba meczów rozstrzygniętych w ostatniej partii: 0